# Franz Vogel (Filmproduzent)
Franz Vogel (* 9. Dezember 1883 in Berlin; † 4. Oktober 1956 ebenda) war ein deutscher Filmproduzent.

## Leben
Nach einer kaufmännischen Ausbildung arbeitete er seit 1909 für das junge Medium Film, zunächst beim Vertrieb. Im Juni 1912 gründete er gemeinsam mit dem Fabrikanten Dr. Richard Rhodius die Produktionsfirma Eiko Film GmbH (1912–1922).
Er produzierte zahlreiche Dramen und Melodramen und stellte 1914 die erste deutsche Wochenschau vor. Bei der im März 1922 gegründeten Eiko Film A.G. wurde er Mitglied des Aufsichtsrats. Von 1924 bis 1929 gehörte er dem Vorstand der National-Film A.G. an. Von 1925 bis 1929 war er als Nachfolger von Erich Eriksen einer der Geschäftsführer der Glashaus-Film GmbH. Im August 1926 wurde er Geschäftsführer der Carl Boese Film-Gesellschaft m.b.H. und im Dezember gründeten James Spearman und Franz Vogel die Deutsche P.D.C. Filmfabrikations-Gesellschaft m.b.H. Franz Vogel war in den zwanziger Jahren auch als Produktionsleiter für Filme von Gerhard Lamprecht tätig.
Als Nachfolgefirma der Carl Boese-Film entstand 1933 die Euphono Film GmbH. Neben Komödien produzierte er unter anderem die Literaturverfilmung Der Katzensteg und den Hans-Albers-Film Sergeant Berry. 1937 wurde er Geschäftsführer bei der Tobis Industriegesellschaft m.b.H. 1941 ging die Euphono in der Tobis auf. Vogel leitete von 1942 bis 1945 eine Herstellungsgruppe der Berlin-Film als Herstellungsleiter. Nach Kriegsende gründete er in Düsseldorf die Euphono neu, zog sich aber 1950 aus dem Spielfilmgeschäft zurück und produzierte bis 1954 nur noch Kurzdokumentarfilme.

## Filmografie (Auswahl)
- 1912: Hungrige Hunde
- 1912: Fräulein Rechtsanwalt
- 1912: Der wilde Jäger
- 1913: Der Brillantenteufel
- 1913: Gerechtigkeit siegt
- 1913: Das Recht auf Dasein
- 1913: Der letzte Akkord
- 1913: Ein Mädchen zu verschenken
- 1913: Auf einsamer Insel
- 1913: Erblich belastet?
- 1913: … denn alle Schuld rächt sich auf Erden
- 1913: Bismarck
- 1914: Der Stern
- 1914: Die badende Nymphe
- 1914: Das Vaterland ruft
- 1914: Ein Wiedersehen in Feindesland
- 1915: Zofia
- 1915: Zofenstreiche
- 1915: Sein erstes Kind
- 1915: Die Austernperle
- 1915: Der Krieg brachte Frieden
- 1915: Die Söhne des Grafen Steinfels
- 1916: Die Bettelprinzessin
- 1916: Ein goldenes Geschäft
- 1916: Teddy wird verpackt
- 1916: Der Weg zum Reichtum
- 1916: Teddy geht zum Theater
- 1916: Wie Teddy zu einer Frau kam
- 1916: Ostpreußen und sein Hindenburg
- 1917: Die fremde Frau
- 1917: Die ledige Frau
- 1917: Die roten Schuhe
- 1918: Der Trompeter von Säckingen
- 1918: Mouchy
- 1919: Die Hexe von Norderoog
- 1919: Der Hampelmann
- 1919: Der Wirrwarr
- 1920: Schneider Wibbel
- 1920: Der Kampf der Geschlechter
- 1920: Der Weg, der ins Verderben führt
- 1921: Söhne der Macht
- 1921: Der schwere Junge
- 1922: Das Testament des Ive Sievers
- 1923: Das Erbe
- 1923: Zaida, die Tragödie eines Modells
- 1924: Der Mann um Mitternacht
- 1924: Die Luftfahrt über den Ozean
- 1925: Die eiserne Braut
- 1925: Die Verrufenen (Produktionsleitung)
- 1926: Die Wiskottens
- 1926: Kampf der Geschlechter
- 1926: In Treue stark
- 1927: Brennende Grenze
- 1927: Regine, die Tragödie einer Frau
- 1927: Der Katzensteg (nur Produktionsleitung)
- 1928: Der alte Fritz (2 Teile, nur Produktionsleitung)
- 1928: Unter der Laterne (nur Produktionsleitung)
- 1928: Der Mann mit dem Laubfrosch (nur Produktionsleitung)
- 1929: Die Drei um Edith (nur Produktionsleitung)
- 1934: Die beiden Seehunde
- 1935: Die selige Exzellenz
- 1936: Arzt aus Leidenschaft
- 1936: Moral
- 1936: Diener lassen bitten
- 1937: Unter Ausschluß der Öffentlichkeit
- 1937: Die gelbe Flagge
- 1937: Madame Bovary
- 1937: Spiel auf der Tenne
- 1937: Der Katzensteg
- 1937: Revolutionshochzeit
- 1938: Maja zwischen zwei Ehen
- 1938: Der Spieler
- 1938: Le joueur
- 1938: Sergeant Berry
- 1939: Das große Los
- 1939: Rheinische Brautfahrt
- 1939: Morgen werde ich verhaftet
- 1939: Die Frau ohne Vergangenheit
- 1940: Ein Mann auf Abwegen
- 1940: Meine Tochter tut das nicht
- 1943: Die beiden Schwestern
- 1943: Karneval der Liebe
- 1949: Gesucht wird Majora
- 1949: Hochzeit mit Erika
- 1949: Madonna in Ketten
- 1950: Lehmann, viermal läuten! (Kurzdokumentarfilm)
- 1953: Baustahlgewerbe (Dokumentarfilm)
- 1953: Johann, der Transportsünder (Kurzdokumentarfilm)
- 1953: Wirtschaftliches Fertigen durch Stetigförderer (Kurzdokumentarfilm)
- 1954: Einfache physikalische Versuche zur Anschnitt- und Gießtechnik (Kurzdokumentarfilm)